# Alsophis rufiventris
Alsophis rufiventris (сабанський полоз) — вид змій родини полозових (Colubridae). Мешкає на Карибах.

## Поширення і екологія
Сабанські полози мешкають на островах Саба і Сінт-Естатіус в групі Малих Антильських островів. Раніше вони також зустрічалися на Сент-Кіттсі і Невісі, однак вимерли. Сабанські полози живуть в сухих і вологих тропічних лісах та в садах.

## Збереження
МСОП класифікує цей вид як вразливий. Alsophis rufiventris загрожує поява на островах інвазивних мангустів і кішок, які вже призвели до їх вимирання у Сент-Кіттсі і Невісі.